# Świemino
Świemino [ɕfjɛˈminɔ] (deutsch Schwemmin) ist ein Dorf in der Landgemeinde Biesiekierz, Powiat Koszaliński, in der Woiwodschaft Westpommern im Nordwesten der Republik Polen.

## Geographische Lage
Świemino liegt etwa 19 km südwestlich von Koszalin und 117 km nordöstlich von Stettin (poln. Szczecin), der Hauptstadt der polnischen Woiwodschaft Westpommern.

## Einwohner
2008 hatte Świemino 260 Einwohner.

## Geschichte
Von 1872 bis 1945 gehörte das zuvor dem Kreis Fürstenthum zugehörige Schwemmin zum Kreis Köslin im Regierungsbezirk Köslin, der zur preußischen Provinz Pommern gehörte. Seit 1945 gehört der Ort Świemino zur Republik Polen.